# Старокудашевский сельсовет
Старокудашевский сельсовет — сельское поселение в Янаульском районе Башкортостана Российской Федерации.
Административный центр — село Старокудашево.

## История
Статус и границы сельского поселения установлены Законом Республики Башкортостан от 17 декабря 2004 года № 126-з «О границах, статусе и административных центрах муниципальных образований в Республике Башкортостан».

## Население
| 2002 | 2009 | 2010 | 2012 | 2013 | 2014 | 2015 |
| ---- | ---- | ---- | ---- | ---- | ---- | ---- |
| 715  | ↘703 | ↗704 | ↘684 | ↘674 | ↘661 | ↘654 |
| 2016 | 2017 | 2018 |      |      |      |      |
| ↘634 | ↘625 | ↘617 |      |      |      |      |

## Состав сельского поселения
| № | Населённый пункт | Тип населённого пункта       | Население |
| - | ---------------- | ---------------------------- | --------- |
| 1 | Кичикир          | деревня                      | ↘96       |
| 2 | Кумалак          | деревня                      | ↘141      |
| 3 | Новокудашево     | деревня                      | ↗4        |
| 4 | Старокудашево    | село, административный центр | ↗395      |
| 5 | Султыево         | деревня                      | ↘68       |